# Vjatjeslav Sobtjenko
Vjatjeslav Georgijevitj Sobtjenko (ryska: Вячеслав Георгиевич Собченко), född 18 april 1949 i Dusjanbe, är en före detta sovjetisk vattenpolomålvakt. Han tog OS-guld 1972 och 1980 med Sovjetunionens landslag.